# Edwin H. Conger
Edwin Hurd Conger, född den 7 mars 1843 i Knox County, Illinois, död den 18 maj 1907 i Pasadena, Kalifornien, var en amerikansk diplomat.
Conger deltog 1862–1865 i inbördeskriget, varunder han avancerade till major. Han studerade sedan juridik, idkade en tid advokatverksamhet och var från 1868 en av staten Iowas mest framstående bankirer. Åren 1885–1891 var han medlem av kongressens representanthus. Conger var därefter 1891–1893 och 1897–1898 amerikansk minister i Brasilien samt förflyttades sistnämnda år till Peking, där han bland annat fick utstå legationernas belägring under boxarupproret 1900 och efter de allierade makternas intåg i staden tog en ledande andel i de diplomatiska förhandlingarna. Conger slöt i oktober 1902 ett för amerikanerna förmånligt handelsfördrag med Kina. År 1905 utsågs han till Förenta staternas ambassadör i Mexiko, men nedlade redan i augusti samma år denna befattning.